# ミルトン・ナシメント

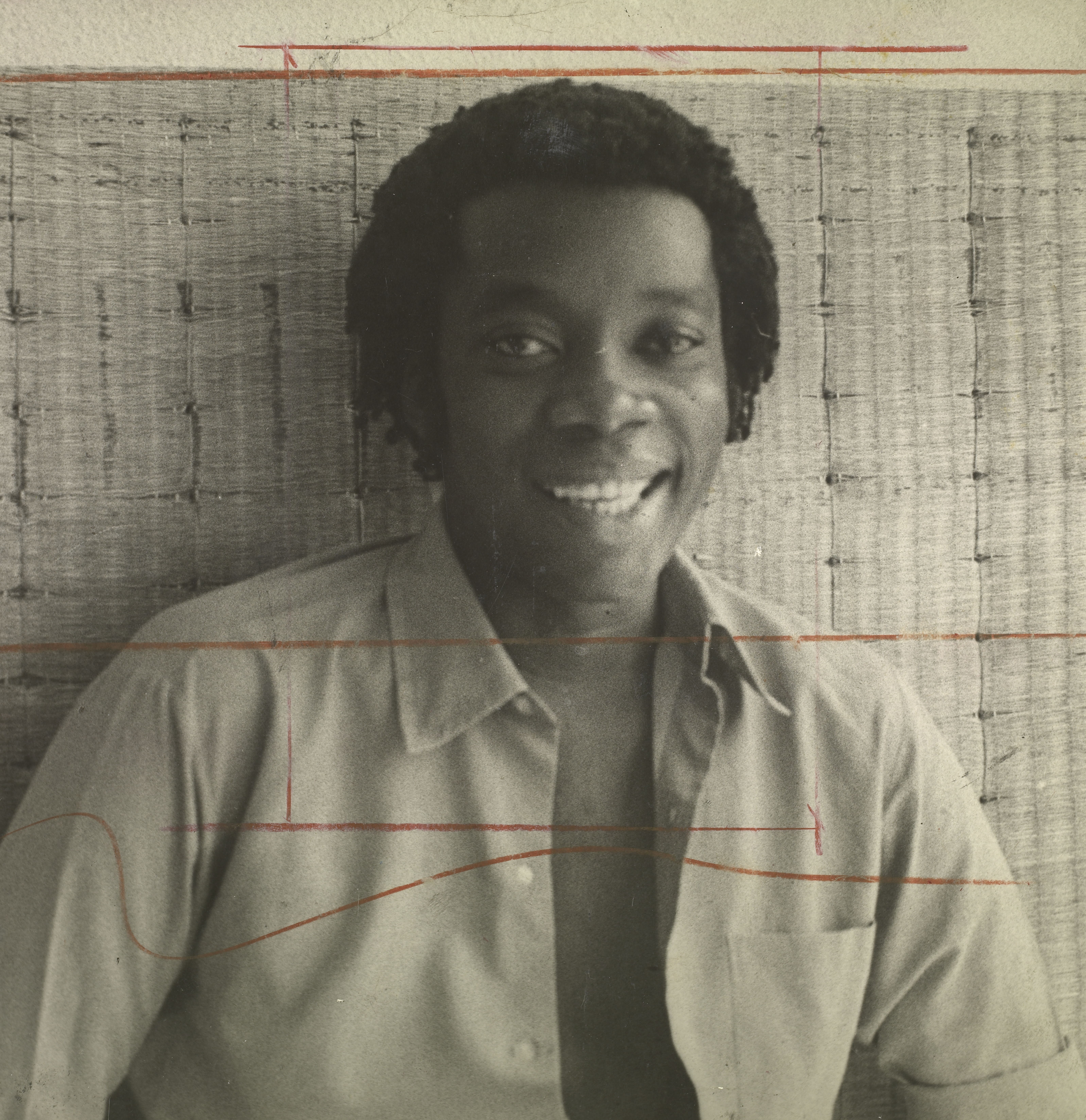
ミルトン・ナシメント（1972年）

ミルトン・ナシメント（Milton Nascimento、1942年10月26日 - ） は、「ブラジルの声」の異名を持つブラジル出身の、MPBの代表的シンガーソングライター、音楽アーティストである。

## 略歴
リオデジャネイロ市で生まれ、幼い頃ミナスジェライス州トレス・ポンタスに移る。1963年より本格的に音楽活動を開始。1966年、ミルトンが作曲した「Canção do Sal（塩の歌）」が、エリス・レジーナの歌で大ヒットする。1967年、インディーズのCodilからファースト・アルバム『トラヴェシーア』発表。同作は長い間廃盤だったが、2003年にCD化された。
その後、クリード・テイラーに認められ、1969年、A&Mレコードからメジャー・デビュー・アルバム『コーリッジ』を発表。1972年には、ミナスジェライス州出身の仲間であるロー・ボルジェス、トニーニョ・オルタ等と、アルバム『街角クラブ～クルービ・ダ・エスキーナ』を発表した。1974年には、ウェイン・ショーターのアルバム『ネイティヴ・ダンサー』にゲスト参加し、幅広いファン層を得た。その後もジョージ・デュークやサラ・ヴォーンと共演し、MPBの枠にとどまらない活躍を続ける。
1988年に初来日。1990年にはポール・サイモンのアルバム『リズム・オブ・ザ・セインツ』に参加。
1991年のアルバム『チャーイ』は、『ビルボード』誌のワールドミュージック・チャートで1位を獲得。同年、ライブ・アンダー・ザ・スカイに出演のため2度目の来日を果たした。
1994年のアルバム『アンジェルス』には、ジャズ/フュージョン界からウェイン・ショーター、ハービー・ハンコック、ロン・カーター、ジャック・ディジョネット、パット・メセニーが、ロック界からジョン・アンダーソン、ピーター・ガブリエル、ジェームス・テイラーらがゲスト参加している。
1998年には、アルバム『ナシメント』で、グラミー賞のワールドミュージック部門を獲得。2000年、ジルベルト・ジルとの連名によるアルバム『ジル&ミルトン』発表。
2008年、ジョビン・トリオ（アントニオ・カルロス・ジョビンの息子パウロ・ジョビンが率いるグループ）との連名によるアルバム『ノヴァス・ボッサス』を発表。

## ディスコグラフィ

### リーダー・アルバム
- 『トラヴェシーア』 - Milton Nascimento (Travessia) (1967年)
- 『コーリッジ』 - Courage (1969年) ※旧邦題『太陽の歌』
- 『ミルトン・ナシメント』 - Milton Nascimento (1969年)
- 『ミルトン』 - Milton (1970年)
- 『街角クラブ～クルービ・ダ・エスキーナ』 - Clube da Esquina (1972年) ※with ロー・ボルジェス、クルービ・ダ・エスキーナ
- 『ミラグリ・ドス・ペイシェス』 - Milagre dos Peixes (1973年)
- 『ネイティヴ・ダンサー』 - Native Dancer (1974年) ※with ウェイン・ショーター
- 『ミナス』 - Minas (1975年)
- 『ジェライス』 - Geraes (1976年)
- 『ミルトン』 - Milton (1976年) ※with ウェイン・ショーター、ハービー・ハンコック
- Clube da Esquina 2 (1978年)
- 『ジャーニー・トゥ・ドーン』 - Journey to Dawn (1979年)
- 『歩哨』 - Sentinela (1980年)
- Caçador de Mim (1981年)
- 『アニマ』 - Anima (1982年)
- Ponta de Areia (1982年)
- Missa dos Quilombos (1982年) ※with ペドロ・カサルダリガ、ペドロ・ティエッラ
- 『アオ・ヴィーヴォ (ライブ)』 - Ao Vivo (1983年)
- 『出会いと別れ』 - Encontros e Despedidas (1985年)
- 『ライヴ・ウィズ・ウェイン・ショーター』 - A Barca dos Amantes (1986年) ※with ウェイン・ショーター
- 『黒豹 (ヤウアレテー)』 - Yauaretê (1987年) ※with ウェイン・ショーター、ハービー・ハンコック
- 『ミルトンス』 - Miltons (1989年) ※with ハービー・ハンコック
- Canção da America (1990年)
- 『チャーイ』 - Txai (1990年)
- Noticias do Brasil (1992年)
- Três Pontas (1993年)
- 『アンジェルス』 - Angelus (1994年) ※with ウェイン・ショーター、ハービー・ハンコック、ジェームス・テイラー、ジョン・アンダーソン
- 『ライヴ～この美しき惑星より』 - O Planeta Blue na Estrada do Sol (1994年)
- 『アミーゴ』 - Amigo (1996年)
- 『ナシメント』 - Nascimento (1997年)
- 『ライヴ!～タンボーリス・ヂ・ミナス』 - Tambores de Minas (1998年)
- 『クルーナー』 - Crooner (1999年)
- Nos Bailes da Vida (2000年)
- 『ジル&ミルトン』 - Gil & Milton (2001年) ※with ジルベルト・ジル
- Pietá (2003年)
- 『ミュージック・フォー・サンデイ・ラヴァーズ』 - Music for Sunday Lovers (2003年)
- O Coronel e o Lobisomem (2005年)
- Milagre dos Peixes: Ao Vivo (2007年)
- 『ノヴァス・ボッサス』 - Novas Bossas (2008年)
- 『ミルトン・ナシメント&ベルモンド』 - Belmondo & Milton Nascimento (2008年)
- ...E a Gente Sonhando (2010年)
- Under Tokyo Skies (2010年) ※with ハービー・ハンコック
- Nada Será Como Antes: O Musical (2011年)
- Uma Travessia: 50 Anos de Carreira (2013年)
- Tamarear (2015年) ※with ドゥドゥ・リマ・トリオ
- Outros Cantos (2023年) ※with チタンジーニョ&ゾロロ
- 『ミルトン+エスペランサ』 - Milton + Esperanza (2024年) ※with エスペランサ・スポルディング

### EP
- A Festa (2018年)
- Nada Será Como Antes (2018年)
- Existe Amor (2020年) ※with クリオーロ
- Moon Over Minas (2024年) ※with ジョナサン・ウィルソン

### コンピレーション・アルバム
- Oratório (2000年)
- 『マリア・マリア/ウルチモ・トレィン』 - Maria Maria / Ultimo Trem[3] (2002年)

### 参加アルバム
- エリス・レジーナ : 『エリス1972』 - Elis (1972年)
- シコ・ブアルキ : Chico Buarque (1978年)
- サラ・ヴォーン : 『ブラジリアン・ロマンス』 - Brazilian Romance (1987年)
- マリア・ベターニア : 『12月』 - Dezembros (1987年)
- アングラ : 『テンプル・オブ・シャドウズ』 - Temple of Shadows (2004年)